# Unidad (partido político)

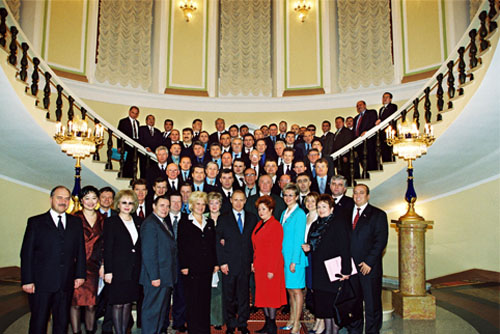
«Edinstvo», Putin junto a parlamentarios del grupo Unidad en 2002.

Unidad (en ruso: Единство, Yedinstvo) fue un partido político ruso creado en septiembre de 1999 y registrado el 15 de octubre con el apoyo del presidente Borís Yeltsin, el primer ministro Vladímir Putin y decenas de gobernadores rusos con el fin de responder a la alianza de Patria - Toda Rusia. Se le dio el apelativo de Medved (el oso) o medvedi (osos), debido al acrónimo «MeDvEd» de su nombre completo (Mezhregonalnoye Dvizhenie "Edinstvo"; Movimiento interregional "Unidad"). Posteriormente el partido adoptó como símbolo un oso pardo.
El ascenso de Unidad fue meteórico para el breve periodo que tuvo para crear una identidad de partido, planificar su estrategia de campaña y llevar a cabo sus ambiciosos objetivos. El establecimiento del movimiento siguió a una Declaración firmada por 39 gobernadores que expresaba su insatisfacción con las rencillas políticas que tenían lugar en Rusia. El 24 de septiembre de 1999 estos gobernadores se reunieron para formar un nuevo movimiento electoral, y fue allí donde el Ministro de Situaciones de Emergencia Shoigu fue elegido líder de Unidad.
El primer ministro Putin apoyó al momento a este nuevo bloque, alegando que podía contribuir a estabilizar la situación política de Rusia. El 24 de noviembre de 1999 declaró ante los periodistas que él, desde su cargo como primer ministro, «no debería definir sus preferencias políticas» respecto a las coaliciones electorales sino que votaría a Unidad "como un ciudadano corriente". Los candidatos más descatados del partido en las elecciones a la Duma de 1999 eran Sergéi Shoigu, el nueve veces campeón mundial de lucha grecorromana Aleksandr Karelin y exoficial de policía Aleksandr Gurov. La Unidad, sostenida por un amplio apoyo popular a la Segunda Guerra de Chechenia, se valió de una campaña agresiva con el fin de desacreditar a la alianza Patria-Toda Rusia. También recibió un fuerte apoyo por parte del Canal Uno y sobre todo del programa de Sergéi Dorenko.
Aparte del apoyo a la guerra de Chechenia, el partido no tenía una ideología clara ni un programa definido.
En las elecciones de 1999 el 19 de diciembre de 1999, el partido Unidad consiguió el 23,32% de los votos y 72 escaños de un total de 441, siendo el partido más votado por detrás del Partido Comunista. Posteriormente, se unieron diez escaños más a la formación. Shoigu permaneció en su puesto de Ministro de Situaciones de Emergencia y no fue a la nueva Duma Estatal. El 12 de enero de 2000, el partido eligió a Borís Gryzlov como nuevo líder de su formación.
El partido apoyó a Vladímir Putin en las elecciones presidenciales del año 2000.
En abril de 2001, Unión y Patria-Toda Rusia decidieron unirse en un solo partido político llamado Rusia Unida.